# ليونارد بويل (مؤرخ)
ليونارد بويل (بالإنجليزية: Leonard Boyle)‏ هو مؤرخ أيرلندي، ولد في 13 نوفمبر 1923 في Ballintra ‏ في جمهورية أيرلندا، وتوفي في 25 أكتوبر 1999.